# Dwang (Sprache)
Dwang ist die seltener werdende Sprache der Dwang, mit ca. 8.200 (2003 GILLBT) Sprechern in Ghana unter Einbeziehung von 1.600 Bekye, 3.300 Kenyen und 3.300 Wiase. 
Dwang findet man südlich des Volta-Stausees und dem Verbreitungsgebiet von Chumburung, östlich des Ortes Atebubu. 
Alternative Namen sind Dwan und Nchumunu. Als Dialekte werden Bekye, Kenyen und Wiase bezeichnet. 
Dwang nähert sich an Kplang an. Es besteht zu 75 % eine Übereinstimmung zu Chumburung. Krache wird aufgrund von starken Ähnlichkeiten gut verstanden. 